# Tribunal Russell
Le Tribunal Russell, également connu sous le nom de Tribunal international des crimes de guerre et Tribunal Russell-Sartre, était un tribunal d'opinion fondé, en 1966, par Bertrand Russell et Jean-Paul Sartre pour dénoncer la politique des États-Unis dans le contexte de la guerre du Vietnam.

## Fondation
L'idée de constituer un tribunal afin d'enquêter et de juger les activités militaires entreprises par les États-Unis, engagés dans une guerre au Vietnam, émerge en août 1966, l'année de la publication du livre de Bertrand Russell : War Crimes in Vietnam (« Crimes de guerre au Vietnam »),. La fondation du tribunal d'opinion est officialisée le 15 novembre 1966, à Londres, en Angleterre.

## Activités
Également connu sous le nom de « Tribunal de Stockholm », le Tribunal Russell était un organisme privé. Parallèlement à Lelio Basso, Ken Coates, Ralph Schoenman (en), Julio Cortázar et plusieurs autres, le tribunal a enquêté et évalué la politique étrangère et l'intervention militaire américaine au Viêt Nam après la défaite de 1954 des forces françaises à Ðiện Biên Phủ et la création du Viêt Nam du Nord et du Sud. Le tribunal n'a pas enquêté sur les crimes de guerre présumés commis par le Viet-Cong ; Schoenman commentant : « Lord Russell jugeait cela inutile, comme s'il s'agissait de traîner en justice les Juifs du Ghetto de Varsovie pour leur soulèvement contre les nazis ».
Bertrand Russell a justifié la création de cet organe comme suit : 

« Si certains actes et violations de traités sont des crimes, que les auteurs en soient les États-Unis ou l'Allemagne, ce sont des crimes. Nous n'adopterons aucune règle de poursuite criminelle contre d'autres que nous ne serions disposés à nous appliquer à nous-mêmes. »

— juge Robert H. Jackson, Procureur général au procès de Nuremberg.

### Sessions
Le tribunal a été mené en deux sessions, durant l'année 1967. Prévue initialement, début 1967, à Paris, en France, la première séance s'est tenue à Stockholm, en Suède, après le refus de Charles de Gaulle, président de la République française en exercice, d'accueillir le président du tribunal,.
La deuxième session a eu lieu à Roskilde, au Danemark, fin 1967,.
Le philosophe français Jean-Paul Sartre a présidé les deux sessions de 1967,.

## Postérité
D'autres tribunaux ont été mis en place au cours des décennies qui ont suivi sur le même modèle, en utilisant la dénomination « Russell Tribunal ». Par exemple, le Tribunal Russell sur l'Amérique latine (Russell III) s'est concentré sur les violations des droits de l'homme dans les dictatures de l'Argentine et du Brésil (Rome, 1973), sur le coup d'État militaire chilien (Rome, 1974-76), sur les droits de l'homme en psychiatrie (Berlin, 2001) sur l'Irak (Bruxelles, 2004) et sur la Palestine (Barcelone, 2009-2012). Une audience du Tribunal Russell-Sartre a été annoncée à Venise (23 août 2014) sur les questions relatives aux droits de l'homme dans la guerre du Donbass[réf. nécessaire].

## Médecins, cinéastes et photographes
En mars 1967, alors que la guerre du Vietnam dure, le médecin français, Marcel-Francis Kahn rencontre brièvement Ho Chi Minh, au Nord Vietnam avec Gisèle Halimi, puis y retourne en mission d’observation pour le Tribunal Russell. Il est accompagné du photoreporter Roger Pic, actif dans les premières réunions de sensibilisation de la jeunesse à la cause vietnamienne, qui tourne le film « Malgré l’escalade » et du docteur Jean-Michel Krivine,, comme lui ex-militant du Rassemblement démocratique révolutionnaire en 1948. La préparation du tribunal se double de la collecte "Un bateau pour le Vietnam".

## Membres du tribunal
Les personnalités suivantes ont participé à au moins une session du Tribunal Russell :
- Bertrand Russell (président honoraire, mort en 1970)[2],[3]
- Jean-Paul Sartre (président exécutif)[2],[3]
- Vladimir Dedijer (directeur et président de sessions)[3]
- James Baldwin[3]
- Wolfgang Abendroth
- Günther Anders
- Mehmet Ali Aybar
- Lelio Basso
- Simone de Beauvoir
- Lázaro Cárdenas[2]
- Stokely Carmichael
- Lawrence Daly
- David Dellinger
- Isaac Deutscher
- Haika Grossman
- Gisèle Halimi
- Laurent Schwartz
- Danilo Dolci (prend part à une première rencontre avec Russell et Sartre)
- Melba Hernández